# Polanica-Zdrój
Polanica-Zdrój (fino al 1945 Altheide-Bad o anche Bad Altheide) è una città polacca del distretto di Kłodzko nel voivodato della Bassa Slesia.
Ricopre una superficie di 17,22 km² e nel 2018 contava 6 354 abitanti.
Località nei dintorni:
- Nowy Wielisław (Neuwilmsdorf in tedesco)
- Polanica Górna (Neuheide)
- Sokołówka (Polanica-Zdrój) (Falkenhain)

## Gemellaggi
- Comacchio
- Telgte
- Česká Skalice
- Janské Lázně
- Kartuzy